# Chiesa di Santa Maria Assunta (Bologna, Roncrio)
La chiesa di Santa Maria Assunta è un luogo di culto cattolico di Roncrio, nel quartiere Santo Stefano di Bologna, in città metropolitana ed arcidiocesi di Bologna; fa parte del vicariato di Bologna Sud - est.

## Storia
Non si conosce con esattezza quando sorse la primitiva cappella di Roncrio, ma già nel 1221 risultava avere il titolo di parrocchiale; in quell'anno, infatti, papa Onorio III impose al suo rettore delle tasse. 

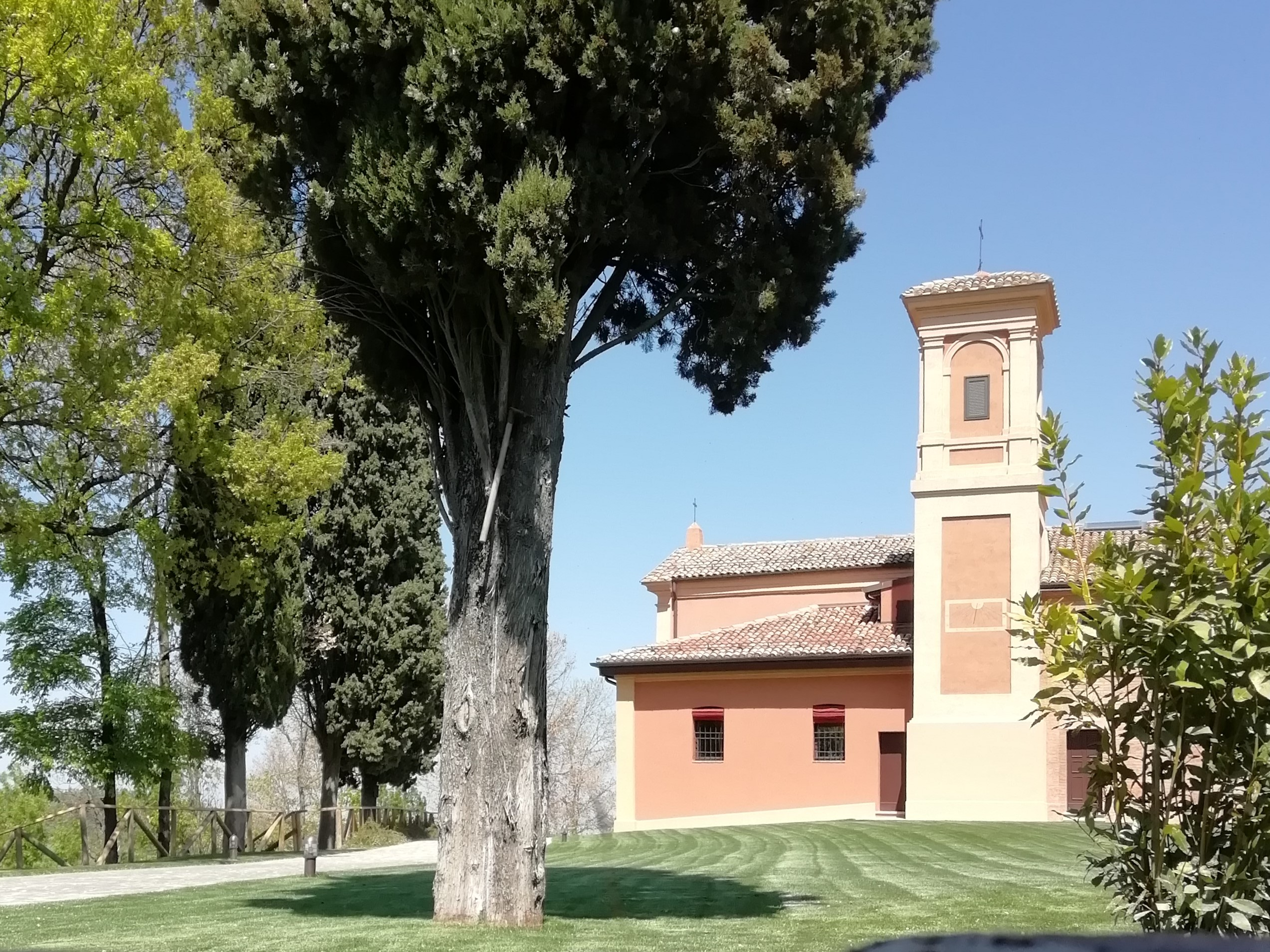
La chiesetta con il parco circostante

Alla chiesa roncriese, inoltre, era stata unita la soppressa parrocchia di San Martino di Mazzano; in un atto del 1330 si legge che il quartiere di Porta Procula rientrava nella giurisdizione di questa chiesa e da un documento del 1550 s'apprende che il giuspatronato apparteneva a tale donna Lucia, consorte di Zaccaria da Silesio, mentre in seguito il diritto passò a un certo Aurelio da Savignano.
Verso il 1660 la chiesetta venne ampliata con la realizzazione di due cappelle laterali. Nel 1693 fu venduta dal curato don Vincenzo Mazzini al bolognese Giuseppe Brocchi con l'impegno di provvedere a farvi celebrare ogni anni sei messe, poi diventate dodici nell'atto di cessione finale.
Nel 1756 la parrocchiale fu riedificata, come testimoniato dalla lapide recante la scritta: "DOM - COMES DOMINICUS ALOISIUS ROSSI ALIA TORRINI A FUNDAMENRIS HOC TEMPLUM COLLAPSUM AC FORMA ELEGANTIORI AERE PROPRIO EXTRUXIT MDCCLVI". La chiesa, tuttavia, venne ricostruita nuovamente nel 1844 dal capomastro budriese Giuseppe Pari su disegno del compaesano Giacomo Ramponi, per interessamento di don Vincenzo Berti grazie al contributo economico dell'arcivescovo Carlo Opizzoni, dei maggiorenti del borgo e dei fedeli.

## Descrizione

### Esterno
La chiesa si presenta in stile neoclassico di ordine dorico. A essa è annesso il campanile a base quadrata, poggiante su un largo basamento e ornato con lesene angolari; all'altezza della cella presenta delle piccole finestrelle inscritte in archi a tutto sesto.

### Interno
L'interno si compone di un'unica navata; qui sono conservate alcune opere di pregio, tra le quali la pala raffigurante la Vergine Assunta trasportata dagli angeli e, in basso, gli Apostoli in ammirazione, il quadro ritraente il Crocefisso con i santi Francesco, Domenico e Maria e la tela con la Beata Vergine del Rosario e San Martino che taglia la veste.